# Heumoosalm
Die Heumoosalm ist eine Alm in der Gemeinde Dorfgastein im österreichischen Bundesland Salzburg.

## Lage und Charakteristik
Die Heumoosalm erstreckt sich an den Berghängen des Kieserls in der Ankogelgruppe. Sie befindet sich in der Ortschaft Maierhofen. und in der Katastralgemeinde Klammstein. Über die Alm fließt der Mayerhofbach. Das Gelände fällt Richtung Westen ab. Hier gedeihen mehrere Kleinseggenriede. Am Weg zur Alm wachsen Faden-Klee (Trifolium dubium) und Gold-Klee (Trifolium aureum). Die Alm liegt zum größeren Teil im Eigenjagdgebiet Heumoosalm und zum kleineren Tal im Eigenjagdgebiet Harbach-Gruberwald.
Es gibt mit der Neufanghütte und der Simonbauernalmhütte zwei Almhütten, die am von Bergl kommenden Güterweg stehen. Der südliche Bauteil der Simonbauernalmhütte wurde neu errichtet. Die Neufanghütte ist dem Neufanggut in Luggau zugehörig. Sie dient ungefähr von Mitte Juni bis Mitte September als Jausenstation. Hier werden Speisen aus hofeigener Produktion verkauft. Auf der Alm ist eine Stempelstelle für Wandernadeln des Österreichischen Alpenvereins vorhanden.

## Geschichte
Im von 1823 bis 1830 erstellten Franziszeischen Kataster ist die Alm als Haimoser Alpen mit mehreren Gebäuden verzeichnet.